# Slicker Than Your Average
Albums de Craig David
Born To Do It
(2000) The Story Goes...
(2005)
Singles
Hidden Agenda
Rise & Fall (feat. Sting)
Spanish
World Filled With Love
Slicker Than Your Average est le deuxième album du chanteur Craig David.

## Les titres
1. Slicker Than Your Average - 5:59
2. What's Your Flava ? - 3:36
3. Fast Cars - 4:16
4. Hidden Agenda - 3:54
5. Eenie Meenie - 5:04
6. You Don't Miss Your Water ('Til The Well Runs Dry) - 5:20
7. Rise & Fall (feat. Sting) - 4:47
8. Personal - 5:24
9. Hands Up In The Air - 4:05
10. 2 Steps Back - 3:49
11. Spanish - 5:03
12. What's Changed - 4:40
13. World Filled With Love - 3:44